# 马坡镇 (徐州市)
马坡镇，是中华人民共和国江苏省徐州市铜山区下辖的一个乡镇级行政单位。

## 行政区划
马坡镇下辖以下地区：
马坡村、瓦矿村、和畅村、大新村、蒋楼村、丁集村、王堂村、拾段村、姜站村、九段村、前八段村和后八段村。